# Glycaspis nundlensis
Glycaspis nundlensis är en insektsart som beskrevs av Moore 1961. Glycaspis nundlensis ingår i släktet Glycaspis och familjen rundbladloppor. Inga underarter finns listade i Catalogue of Life.